# Pellegro Parodi
Pellegro Parodi (Genova, 1705 – Lisbona, 1785 circa) è stato un pittore italiano.

## Biografia
Figlio del pittore e scultore Domenico Parodi e fratello di Giambattista, nacque a Genova nel 1705. Celebre per i suoi ritratti, tra gli altri dipinse quello del doge Cesare Cattaneo Della Volta che si trova a Palazzo Gio Francesco Balbi e quello di Nicolò Spinola, conservato presso la Galleria nazionale di palazzo Spinola a Genova. Fu attivo anche a Lisbona, dove morì nel 1785 circa.

## Opere
- Ritratto del doge Cesare Cattaneo Della Volta
- Ritratto del doge Nicolò Spinola